# Bernard Law
Bernard Francis Law (ur. 4 listopada 1931 w Torreón, Meksyk, zm. 20 grudnia 2017 w Rzymie) – amerykański duchowny rzymskokatolicki, biskup diecezjalny Springfield-Cape Girardeau w latach 1973–1984, arcybiskup bostoński w latach 1984–2002, archiprezbiter bazyliki Matki Bożej Większej w latach 2004–2012, kardynał prezbiter od 1985.

## Życiorys
Syn pułkownika lotnictwa stacjonującego w Meksyku. Studiował historię średniowiecza na Harvardzie, następnie w seminarium św. Józefa w Los Angeles i kolegium Josephinum w Worthington (Ohio). Święcenia kapłańskie przyjął 21 maja 1961 i został inkardynowany do diecezji Natchez-Jackson. Kierował tam redakcją diecezjalnej gazety, a także zajmował się sprawami ekonomicznymi w kurii. W grudniu 1968 otrzymał tytuł honorowy kapelana Jego Świątobliwości.
22 października 1973 został mianowany biskupem Spingfield-Cape Girardeau. Sakrę biskupią przyjął 5 grudnia 1973 z rąk swojego dotychczasowego zwierzchnika – biskupa Natchez-Jackson Josepha Bernarda Bruniniego. W styczniu 1984 został przeniesiony na stolicę arcybiskupią Boston. 25 maja 1985 Jan Paweł II mianował go kardynałem z tytułem prezbitera S. Susannae.
Uczestniczył w sesjach Światowego Synodu Biskupów w Watykanie, w tym w sesji specjalnej poświęconej Kościołowi w Ameryce (listopad–grudzień 1997). Reprezentował papieża jako jego specjalny wysłannik m.in. na Kongresie Eucharystycznym w krajach karaibskich w Port of Spain (Trynidad i Tobago, kwiecień 1997). Oskarżony o ukrywanie przestępstw księży dopuszczających się pedofilii, co było przyczyną kryzysu moralnego (i finansowego) w amerykańskim Kościele. 13 grudnia 2002 zrezygnował z funkcji arcybiskupa Bostonu w związku z przestępstwami seksualnymi w amerykańskim Kościele katolickim. Zarzucano mu wielokrotne tuszowanie przypadków pedofilii. Rezydował jako kapelan przy żeńskim klasztorze w Clinton (Maryland).
27 maja 2004 papież Jan Paweł II wezwał go do Rzymu, powierzając mu godność i obowiązki archiprezbitera bazyliki Matki Bożej Większej (funkcję tę pełnił do 2011). Brał udział w konklawe 2005, które wybrało papieża Benedykta XVI. 4 listopada 2011 stracił prawo wyboru papieża w konklawe z powodu ukończenia 80. roku życia.

## Kardynał Law w filmach
- Ojcowie nasi (Our Fathers) – film fabularny prod. USA z 2005 roku w reżyserii Dana Curtisa. Kardynała Law'a zagrał Christopher Plummer[4]
- Spotlight – film fabularny prod. USA z 2015 roku w reżyserii Toma McCarthy'ego. Kardynała Law'a zagrał Len Cariou[5]